# Ђавера (Сондрио)
Ђавера је насеље у Италији у округу Сондрио, региону Ломбардија.
Према процени из 2011. у насељу је живело 10 становника. Насеље се налази на надморској висини од 598 м.